# Maribo kommun
Maribo kommun var till 2007 en kommun i Storstrøms Amt i Danmark. 1 januari 2007 gick Maribo kommun upp i Lollands kommun. Kommunen hade omkring 11 000 invånare och en yta av 154 km².  
Maribo på Lolland var kommunens centralort och är nu istället centralort i den nya kommunen. Maribo är också säte för biskopen i Lolland-Falsters stift och har en domkyrka, Maribo domkyrka.  